# جغدمگس‌های چشم‌جدا
جغدمگس‌های چشم‌جدا(نام علمی: Ascalaphinae) نام یک زیرخانواده از تیره جغدمگس است.

## نگارخانه

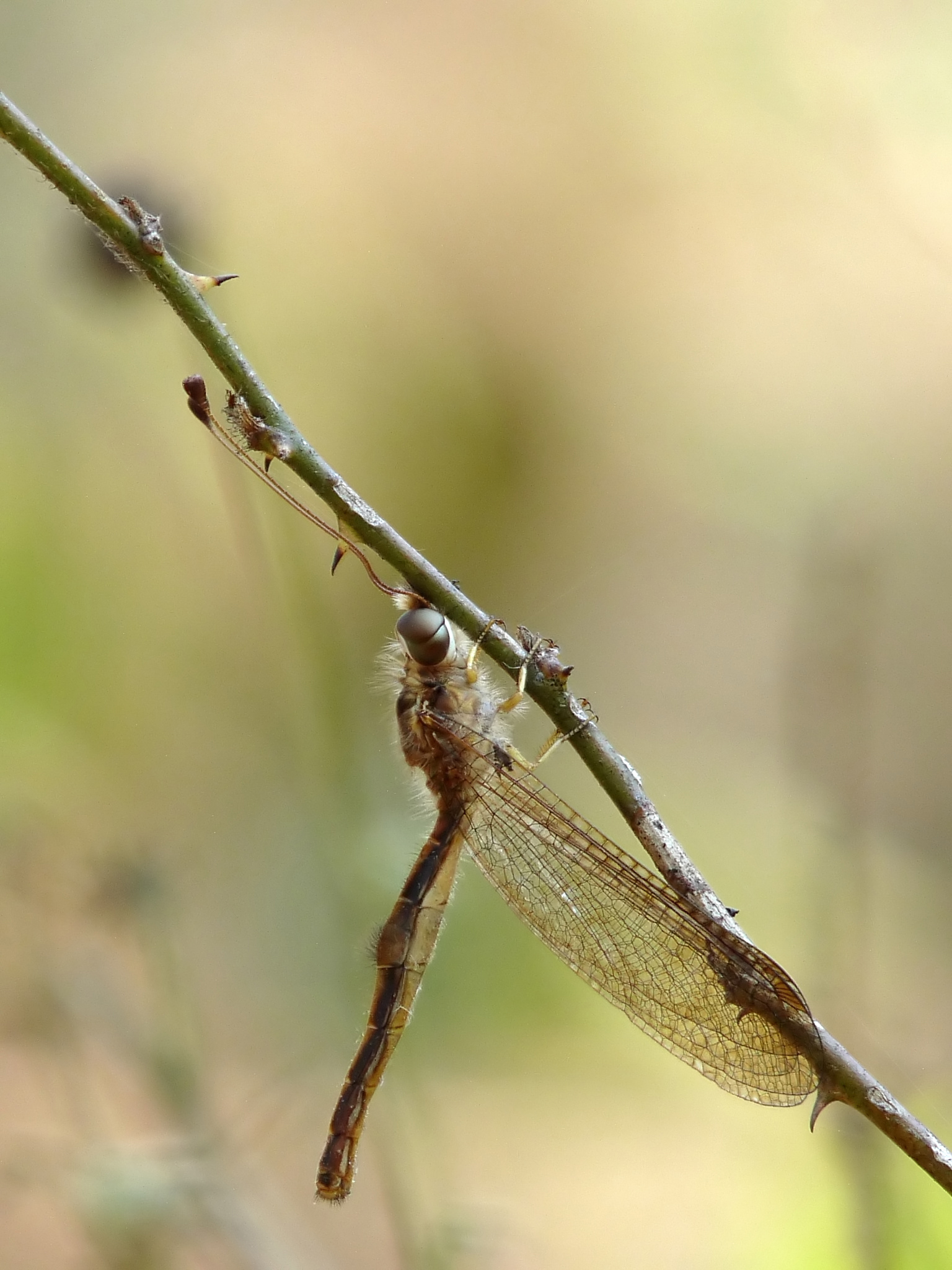
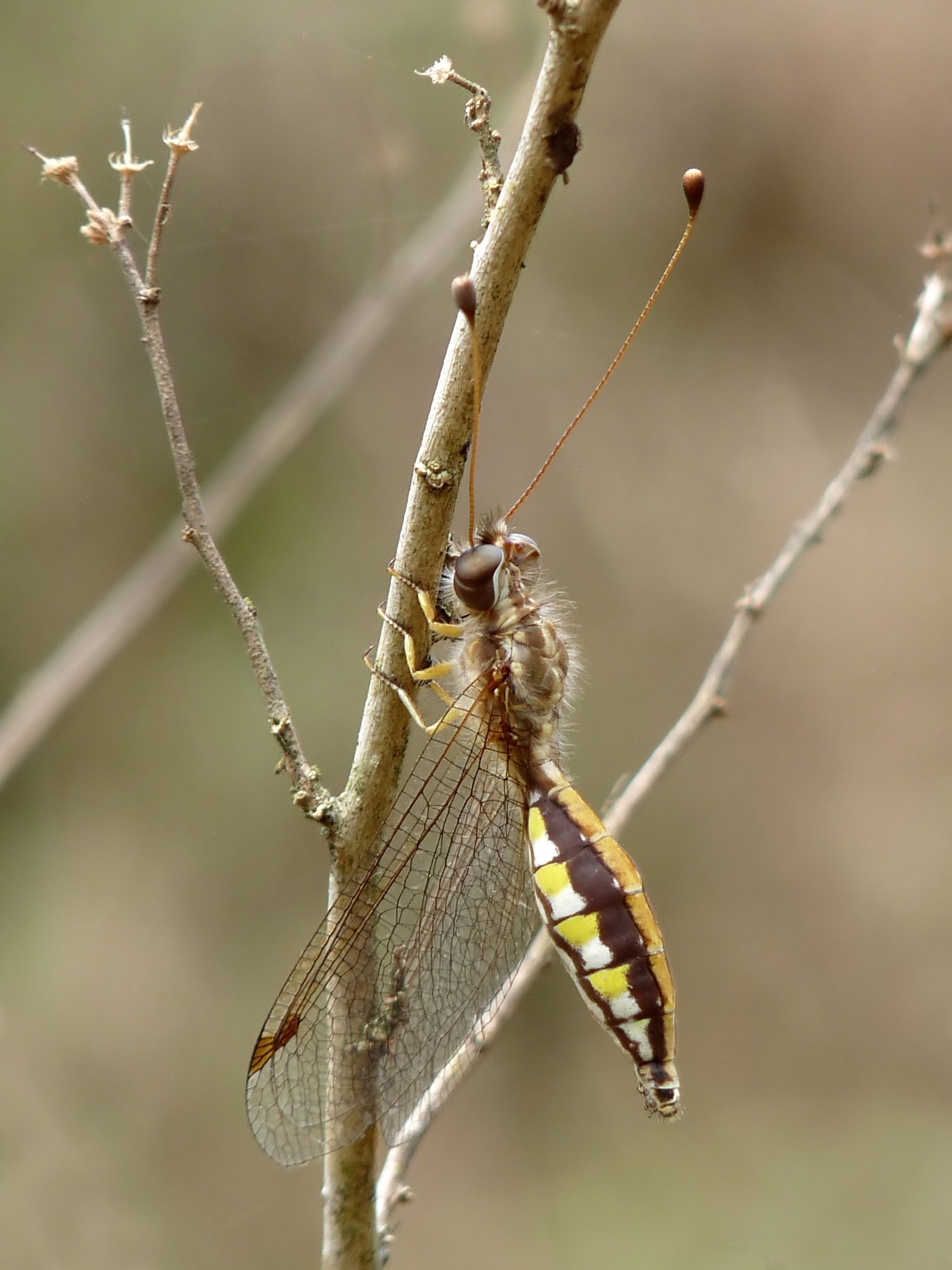